# M'Bala Nzola
M'Bala Nzola (Buco-Zau, 18 de agosto de 1996) es un futbolista angoleño que juega de delantero en el Pisa S. C. de la Serie A. Es internacional con la selección de fútbol de Angola.

## Trayectoria
Nzola comenzó su carrera deportiva en el Académica de Coimbra de Portugal, debutando como profesional en un partido de la Copa de la Liga de Portugal frente al F. C. Oporto el 28 de enero de 2015.
Durante la temporada 2015-16 jugó en el Sertanense FC, equipo que abandonó en agosto de 2016 para jugar en el Virtus Francavilla italiano.
Un año después, en 2017, fichó por el Carpi F. C. de la Serie B italiana, yéndose cedido durante la temporada 2018-19 al Trapani Calcio. Después de marcar 8 goles en 33 partidos, el Trapani se hizo con Nzola en propiedad, si bien sólo permaneció media temporada en el club, ya que se marchó cedido al Spezia Calcio hasta el final de la temporada 2019-20.

### Spezia Calcio
Durante la media temporada que estuvo cedido en el Spezia, marcó 7 goles en 21 partidos, contribuyendo en el histórico ascenso del Spezia a la Serie A. Después de su gran rendimiento, el Spezia le ficha en propiedad, debutando en la Serie A el 18 de octubre de 2020, en el empate a dos de su equipo frente a la ACF Fiorentina.
Posteriormente, el 7 de noviembre de 2020, marcó dos goles en la victoria del Spezia por 0-3 frente al Benevento Calcio. A partir de este doblete, Nzola comenzó a marcar goles, terminando el año 2020 con siete tantos, marcando un gol en el empate a dos del Spezia frente al Cagliari Calcio, otro tanto en la derrota de su equipo por 1-2 frente a la S. S. Lazio, un doblete ante el Bologna F. C., con el que consiguió rescatar un punto para su club, y cerrando el año con un nuevo gol, en la derrota del Spezia por 1-2 frente al Genoa C. F. C., en el último partido del año, que disputaron el 23 de diciembre de 2020. 
Su gran aparición en los primeros meses de la Serie A 2020-21 le convirtieron en una de las revelaciones en Italia, llamando la atención de clubes de mayor importancia como el A. C. Milan.
El año 2021 lo comenzó como terminó el 2020, marcando un gol en la sorprendente victoria del Spezia por 1-2 frente al S. S. C. Nápoles en el Estadio Diego Armando Maradona.
Con este equipo consiguió un total de 26 tantos en 77 encuentros de Serie A antes de ser traspasado a la ACF Fiorentina en agosto de 2023.

## Selección nacional
Es internacional con la selección de fútbol de Angola, con la que debutó el 25 de marzo de 2021 en un partido de clasificación para la Copa Africana de Naciones de 2021 frente a la selección de fútbol de Gambia.

## Clubes
| Club                    | País     | Año       |
| ----------------------- | -------- | --------- |
| Académica de Coimbra    | Portugal | 2015      |
| Sertanense F. C.        | Portugal | 2015-2016 |
| Virtus Francavilla      | Italia   | 2016-2017 |
| Carpi F. C.             | Italia   | 2017-2019 |
| Trapani Calcio (cedido) | Italia   | 2018-2019 |
| Trapani Calcio          | Italia   | 2019-2020 |
| Spezia Calcio (cedido)  | Italia   | 2020      |
| Spezia Calcio           | Italia   | 2020-2023 |
| ACF Fiorentina          | Italia   | 2023-     |
| R. C. Lens (cedido)     | Francia  | 2024-2025 |
| Pisa S. C. (cedido)     | Italia   | 2025-     |